# Ingeniería de construcciones

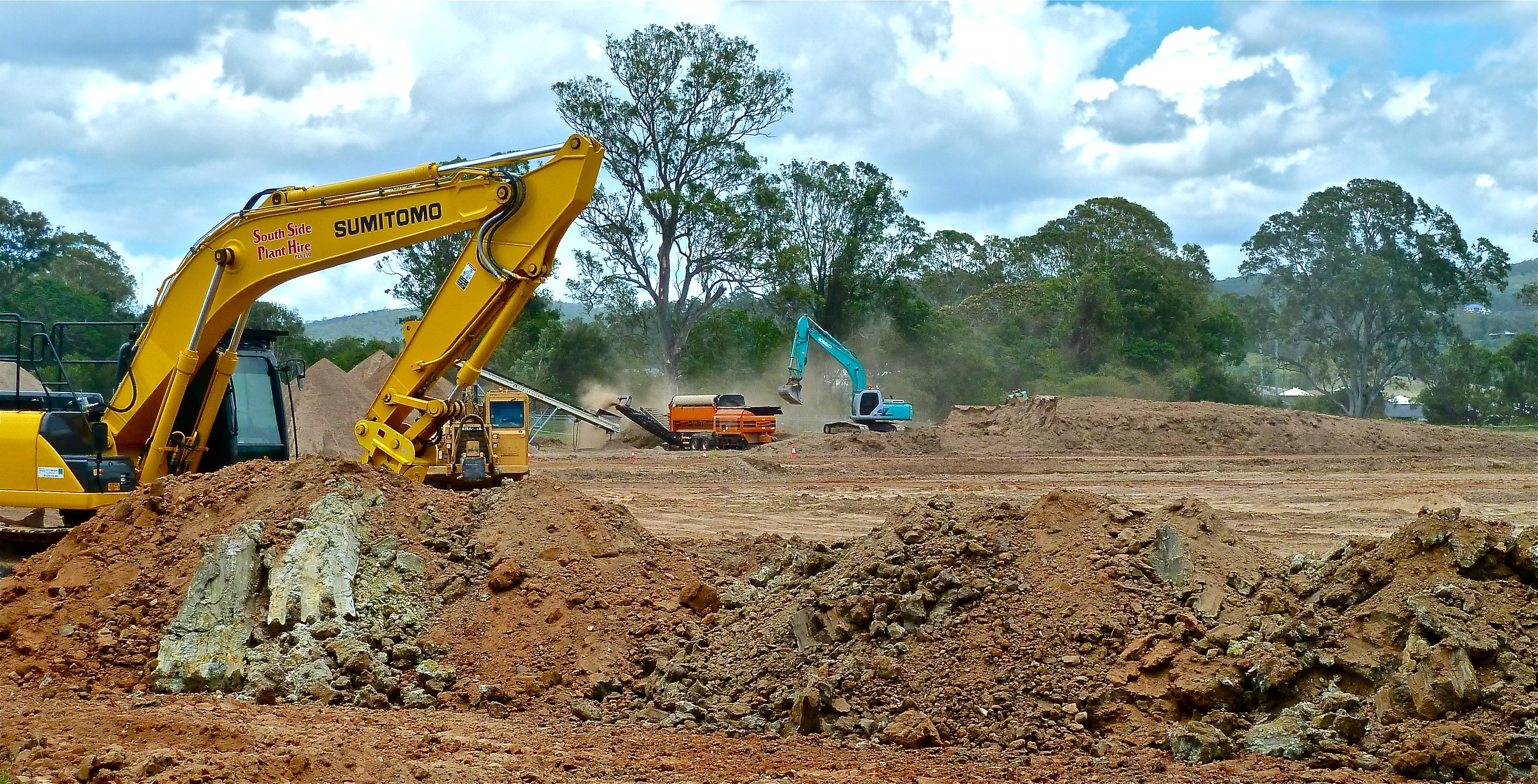
Un proyecto en construcción.

La ingeniería de construcciones es una disciplina profesional que se ocupa de la planificación, construcción y gestión de infraestructuras como carreteras, túneles, puentes, aeropuertos, vías férreas, instalaciones, edificios, presas, servicios públicos y otros proyectos.
La ingeniería civil es un campo relacionado que se ocupa más de los aspectos más asociados al diseño y cálculo de los proyectos. Los ingenieros de construcción aprenden algunos de los aspectos de diseño similares a los ingenieros civiles, pero profundizan en los aspectos de gestión del sitio del proyecto y la propia estrategia a ser utilizada para llevar a cabo el proyecto (por ejemplo: secuencia de construcción; estructuras auxiliares; análisis de riesgos mientras la estructura se encuentra a medio realizar; consideraciones sobre las estructuras de andamios y su resistencia, soportes de encofrados de losas y muros; movimiento e izaje de grandes elementos de la obra).
A nivel educativo, los estudiantes de ingeniería civil se concentran principalmente en el trabajo de diseño que es más analítico, orientándolos hacia una carrera como profesionales del diseño. Básicamente, esto requiere que tomen numerosos cursos de ingeniería, cálculo y diseño como parte de la obtención de un título acreditado de 4 a 6 años según el país y universidad. La educación de los ingenieros de construcción se centra principalmente en los procedimientos, métodos, costos, cronogramas y gestión de personal de la construcción. Su principal preocupación es entregar un proyecto a tiempo dentro del presupuesto y con la calidad deseada.
La diferencia entre un ingeniero de construcción y un ingeniero civil es que los estudiantes de ingeniería de la construcción toman cursos de diseño básico y cursos de administración de la construcción.

## Terminología

### Origen del término
El término " ingeniería " se toma prestado del francés, que a su vez se remonta al latín (lat.  ingenium) - mente, habilidad, ingenio.
En la historia, inicialmente, a partir del siglo XII, los ingenieros militares fueron llamados ingenieros (ver Bauingenieurwesen (ingeniería civil en alemán). Esto se debió a la creciente especialización de las empresas de  ingenieros militares y de  minas, que luego se transformaron en el  Cuerpo de Ingenieros Militares. En Rusia, bajo  Pedro I, se creó una compañía minera en 1702, en 1704, un equipo de pontones y en 1712 el regimiento de ingenieros militares.
El concepto de «ingeniero civil» apareció en el siglo XVI en Holanda en relación con los constructores de puentes y caminos y los distinguió de los ingenieros militares. Ya de esta combinación surgió el término " ingeniería civil (construcción)", actualmente común en muchos idiomas del mundo. Se entiende como una disciplina profesional de la ingeniería que se ocupa del diseño, construcción y operación de proyectos de construcción. Luego vino (en su mayoría en inglés) una gran cantidad de términos similares relacionados con otras industrias: ingeniería nuclear, ingeniería genética, reingeniería, ingeniería estelar, etc.

### Aplicación de los términosingenieríayconstrucción estructural
En Rusia, desde aproximadamente el siglo XVI, el arquitecto era el jefe de construcción. Los métodos de cálculo y diseño con base científica aparecieron solo en los  siglos XVIII - XIX . Durante mucho tiempo, para designar el apoyo de ingeniería para la construcción, incluidos los componentes industriales, científicos y educativos, se utilizó simplemente el término "construcción" y, a veces, "construcción industrial y civil" como el tipo principal de construcción.
En la década de 1990 , el término "ingeniería" también apareció en ruso con la llegada de empresas especializadas que brindan servicios de ingeniería. A su vez, se entiende por ingeniería en la construcción la prestación de servicios de ingeniería y consultoría de diseño, cálculo y carácter analítico, organizativo o de investigación, elaboración de estudios de viabilidad de proyectos, elaboración de recomendaciones en materia de organización de la producción y gestión de proyectos, es decir, un complejo de servicios comerciales para la preparación y mantenimiento del proceso productivo de productos de construcción. Así, en ruso este concepto es algo más estrecho y no incluye explícitamente, por ejemplo, la formación profesional en el campo de la construcción.

## Actividades laborales
Al ser una subdisciplina de la ingeniería civil, los ingenieros de construcción aplican sus conocimientos y habilidades comerciales, técnicas y de gestión obtenidas de su título universitario para supervisar proyectos que incluyen puentes, edificios y viviendas. Los ingenieros de construcción están muy involucrados en el diseño del propio proceso de construcción y la gestión/ asignación de fondos en estos proyectos. Están a cargo del análisis de riesgos, el cálculo de costos y la planificación. Un aspecto importante es la programación, ejecución y gestión de las tareas para asegurar la seguridad de todos los trabajadores involucrados en la obra.
El puesto de ingenieros de construcción de nivel de entrada suele ser ingenieros de proyectos o ingenieros asistentes de proyecto. Son responsables de preparar solicitudes de compra, procesar órdenes de cambio, preparar informes presupuestarios mensuales y gestionar las actas de las reuniones. Según el país el puesto de dirección de construcción no requiere necesariamente una licencia profesional; sin embargo, poseer una hace que el individuo sea más comercializable, ya que la licencia le permite al individuo firmar diseños de estructuras temporales.

### Planificación de la construcción
La planificación de la construcción es el proceso específico que utiliza un director de obra para establecer cómo gestionará y ejecutará un proyecto de construcción, desde el diseño hasta la finalización del elemento a construir. En la fase de planificación, se identifican todas las actividades de construcción, se diseña el calendario de construcción y se planifica la estructura del equipo (por ejemplo, si se utilizará un contratista o subcontratistas). El plan de construcción enumera las actividades necesarias y el calendario de cada parte del proceso de construcción.
Documento de inicio del Proyecto
Se crea un documento de inicio del proyecto en el que se detallan las personas, los recursos y el presupuesto del proyecto.
Todo proyecto de construcción, por grande o pequeño que sea, debe comenzar con un estudio de viabilidad que exponga la viabilidad del proyecto y lo que se necesitará para llevarlo a cabo.
El Documento de Inicio del Proyecto (DIP), describe en términos generales, no técnicos:
- Personas: Número de trabajadores necesarios, incluidos los subcontratistas, como fontaneros y electricistas.
- Recursos: Materiales necesarios para el diseño y los planos de construcción.
- Presupuesto: Estimación del coste total del proyecto, incluida la mano de obra, los materiales, el equipo, las tasas y los permisos.

El objetivo de este documento es esbozar los recursos que necesitarás para completar el proyecto, tanto para los interesados como para el equipo a cargo de la construcción.
Elaboración de un plan inicial
Por lo general se utilizan procesos E.M.A.R.T. y C.L.E.A.R. para establecer objetivos concretos y específicos para un proyecto.
En este paso se convierte el DIP en un plan más concreto estableciendo objetivos que sean E.M.A.R.T. y C.L.E.A.R. Se utilizan los recursos específicos que se han enumerado en el paso anterior y se los utiliza para informar de una estrategia más amplia que guiará la forma de ejecutar el proyecto.
Los objetivos E.M.A.R.T se definen como:
- Específicos: Se establece objetivos específicos para el proyecto, como los plazos de los hitos clave.
- Medibles: Se acuerda cómo se va a medir el éxito de los objetivos. Por ejemplo, ¿es suficiente con haber empezado a colocar el hormigón en la fecha límite que se ha fijado, o debería estar completamente colocado en esa fecha?
- Alcanzables: Se debe tener un plan para saber cómo se van a conseguir esos objetivos. Por ejemplo, ¿selproyecto depende de un material específico que podría no estar disponible en la cantidad que necesita cuando lo necesita? Si es así, hay que hacer ajustes.
- Realistas: Los objetivos deben estar dentro de las posibilidades del director de obra. Por ejemplo, si el proyecto incluye planes para realizar el trabajo eléctrico en tres meses cuando nunca se lo ha hecho en menos de seis meses para un proyecto de esta envergadura, se está preparando para el fracaso.
- Con tiempo: Establece un plazo específico en el que se pueda esperar de forma realista que se pueda alcanzar estos objetivos.

Los objetivos C.L.E.A.R., son una ligera variación de esta estrategia:
- 'Colaboración: Se busca confirmar que todos los involucrados en el proyecto de construcción estén de acuerdo. Se realiza una reunión con todo el equipo antes de que comience el proyecto para exponer lo que se espera de él y pedir que ayuden a identificar cualquier posible obstáculo.
- Limitado: Se limitan estos objetivos tanto en términos de alcance como de plazo para no sentirse abrumado.
- Emocional: Se asegura que los objetivos planteados harán que los empleados se entusiasmen y apoyen el plan de trabajo y el proyecto.
- Apreciables: Se dividen los grandes objetivos en tareas alcanzables para no abrumar a los trabajadores.
- Refinable: Se tiene en cuenta el ser flexible, porque nunca se puede predecir lo que ocurrirá en una obra.

Ejecución del plan
Se convocan reuniones del equipo, para ponerse de acuerdo, se fijan las expectativas y se asignan gestores de proyecto para supervisar el progreso. En una reunión de equipo se repasa el plan del proyecto y el calendario de construcción. Esta reunión es fundamental para el éxito del plan. Sin la participación del, no será posible lograr los objetivos propuestos.
En proyectos de gran magnitud se debe asignar un gestor de proyectos para supervisar a los equipos de trabajo.
Seguimiento del avance de los trabajos
Se reúnen y analizan datos sobre los indicadores clave de rendimiento (KPI), como los objetivos, el rendimiento y la calidad.
Se realiza un seguimiento preciso del rendimiento de los equipos del proyecto de construcción y se asegura de que cumplen los parámetros que se han establecido. Y en caso de que un proyecto no tenga éxito, se asegura que se tienen datos en los que se puede bucear para averiguar por qué has fallado y que no vuelva a ocurrir.
Los gestores de construcción de éxito suelen utilizar indicadores clave de rendimiento (KPI) para controlar el rendimiento de un proyecto. Algunos de los KPI típicos que se pueden seguir son
- Objetivos del proyecto: ¿Se está cumpliendo el calendario y el presupuesto?
- Rendimiento del proyecto: ¿Se está desarrollando el proyecto sin problemas, o se está encontrando con algunos obstáculos que no esperaba?
- La calidad: El equipo está cumpliendo sus objetivos, pero ¿el trabajo tiene la calidad que usted desea en esta fase?

## Requisitos de formación
Las personas que deseen obtener un título en ingeniería de la construcción en EE. UU. primero deben asegurarse de que el programa esté acreditado por la Junta de Acreditación de Ingeniería y Tecnología (ABET, Accreditation Board for Engineering and Technology). La acreditación ABET es la garantía de que un programa de colegio o universidad cumple con los estándares de calidad establecidos por la profesión para la cual prepara a sus estudiantes. En los EE. UU., existen actualmente veinticinco programas en todo el país, por lo que se recomienda una cuidadosa consideración universitaria.
Un plan de estudios típico de ingeniería de la construcción es una combinación de mecánica, de ingeniería, diseño de ingeniería, gestión de la construcción y ciencias y matemáticas generales. Esto generalmente conduce a una licenciatura en ciencias. El título de BS junto con algo de experiencia en diseño o construcción es suficiente para la mayoría de los puestos de nivel de entrada. Las escuelas de posgrado pueden ser una opción para quienes deseen profundizar más en las materias de construcción e ingeniería que se imparten a nivel de pregrado. En la mayoría de los casos, los graduados en ingeniería de la construcción buscan ingeniería civil, gestión de ingeniería o administración de empresas como un posible título de posgrado.

## Habilidades
Los ingenieros de construcción son solucionadores de problemas. Contribuyen a la creación de la infraestructura que mejor se adapte a las demandas únicas de su entorno. Deben poder comprender los ciclos de vida de la infraestructura. Cuando se comparan y contrastan con los ingenieros de diseño, los ingenieros de construcción aportan sus propias perspectivas únicas para resolver desafíos técnicos con claridad e imaginación. Si bien las personas que están considerando esta carrera deben tener una sólida comprensión de las matemáticas y las ciencias, muchas otras habilidades también son muy deseables, incluido el pensamiento crítico y analítico, la gestión del tiempo, la gestión de personas y las buenas habilidades de comunicación.

## Seguridad en los proyectos de construcción
El ingeniero involucrado en las construcciones posee una responsabilidad ineludible sobre garantizar la seguridad de los trabajadores.
Para ello es importante que el ingeniero en construcciones:
- realice un análisis exhaustivo antes de que comience el trabajo en un lugar de trabajo, para determinar los objetivos, metodologías y procedimientos a aplicar.
- considere a la seguridad de la construcción como un proceso, incluida la planificación previa al trabajo y a la tarea.
- evalúe y considere los problemas del lugar de trabajo de múltiples empleadores, la responsabilidad del subcontratista y las regulaciones de construcción federales y estatales aplicables.
- tenga en cuenta los peligros específicos del trabajo, como la construcción de acero, andamios, escaleras, protección contra caídas y manejo de impactos ambientales, entre otros.

## Gestión de construcciones
Un ingeniero de construcciones por lo general es la persona designada para ocupar el rol de gerente de construcción en una obra. 
Los gerentes de construcción trabajan junto con los gerentes de proyectos y utilizan muchas de las mismas técnicas probadas y verdaderas, pero los gerentes de construcción también deben adherirse a una amplia gama de normas y regulaciones específicas de la industria.
Entre los temas que debe gestionar se encuentran:
- Estimación de costos, administración de contratos, administración de operaciones, monitoreo del desempeño, evaluación de riesgos
- Planificación y programación, orientados a garantizar el cumplimiento de los tiempos y presupuestos previstos
- Conocimiento sobre la evolución de las reglamentaciones, el avance de la tecnología y las economías en constante cambio

## Perspectivas laborales
Las perspectivas laborales para los ingenieros de la construcción generalmente tienen una fuerte variación cíclica. Por ejemplo, a partir de 2008 y continuando hasta por lo menos 2011, las perspectivas laborales han sido malas debido al colapso de las burbujas inmobiliarias en muchas partes del mundo. Esta reducción drástica de la demanda de construcción obligó a los profesionales de la construcción a dedicarse a la construcción de infraestructuras y, por lo tanto, aumentó la competencia a la que se enfrentaban los ingenieros de construcción establecidos y nuevos. Este aumento de la competencia y una reducción central en la demanda de cantidad es paralelo a un posible cambio en la demanda de ingenieros de construcción debido a la automatización de muchas tareas de ingeniería, lo que en general da como resultado perspectivas reducidas para los ingenieros de construcción. A principios de 2010, la industria de la construcción de los Estados Unidos tenía una tasa de desempleo del 27%, casi tres veces más alta que el 9,7%. tasa de desempleo promedio nacional. La tasa de desempleo de la construcción (incluidos los comerciantes) es comparable a la tasa de desempleo de los Estados Unidos de 1933, el punto más bajo de la Gran Depresión, del 25%.

## Remuneración
El salario medio de un ingeniero civil en el Reino Unido depende del sector y, más concretamente, del nivel de experiencia del individuo. Una encuesta de 2010 sobre la remuneración y los beneficios de quienes ocupan puestos de trabajo en la construcción y la industria del entorno construido mostró que el salario medio de un ingeniero civil en el Reino Unido es de 29.582 libras esterlinas. En Estados Unidos, en mayo de 2013, el promedio era de 85.640 dólares. El salario medio varía según la experiencia, por ejemplo el salario medio anual de un ingeniero civil con entre 3 y 6 años de experiencia es de £23.813. Para aquellos con entre 14 y 20 años de experiencia, el promedio es £38,214